# ARD
독일연방공화국 공법상 방송영조물 사업협동체(독일어: Arbeitsgemeinschaft der öffentlich-rechtlichen Rundfunkanstalten der Bundesrepublik Deutschland; ARD 아르바이츠게마인샤프트 데어 외펜틀리히레흐틀리헨 룬트풍칸슈탈텐 데어 분데스레푸블리크 도이칠란트; 아에르데[*])는 독일의 텔레비전 방송사이자 독일 제1공영방송이다.
각 주의 공영방송이 연합하여 네트워크를 이루고 있으며, Das Erste (The First)라는 전국방송채널을 갖추고 있다.

## 역사
ARD는 제2차 세계대전 종전후 독일의 방송사들을 정리하면서 각 지역에 방송국들을 설립함으로 시작되었다.
독일 통일 이전에는 대동독 선전매체로 활약하였으며 그 기능이 매우 뛰어났다. 그리고 ZDF와 같이 시청인구 중 많은 부분을 차지하는 서독의 광범위한 지역에서 수신되기 쉬운 곳에 송신기를 설치했다. 그 중 국경지역과 서베를린 지역에 송신기를 설치함으로써 동독 지역의 80% 이상을 커버함으로써 동독 주민들이 서독의 소식을 접하는데 중요한 통로가 되었다.
동독 주민들 사이에 서독 방송 시청률은 상당했으며 동독 정부는 ARD의 참여사인 SFB가 서베를린 지역을 송출했기 때문에 스크램블을 걸 수 없었다. 결국 동독에서도 기존의 SECAM 전용 수상기 대신 SECAM/PAL겸용 수상기를 제작하게 되었으며, 동독 지역 국영방송인 DFF(DDR-FS)에서는 ARD, ZDF의 방송 내용을 다르게 해석해주는 프로파간다 프로그램을 제작하기도 했다.
독일의 재통일 이후 동독 지역 국영 방송인 DFF가 해체되어 ARD에 흡수되고 동독의 각 지역방송국이 설립하면서 독일 전 지역을 커버하게 되었다.

## 텔레비전 채널

ARD의 방송 권역

- Das Erste : 전국적으로 방송되는 지상파 종합 채널.
- 각 지역국 자체 채널 : ARD의 각 가맹 방송국은 채널 3번에 자체 채널을 갖추고 있으며, 가청권이 넓은 방송국은 여기서 지역별로 나눠서 프로그램을 제작하기도 하며, 가청권이 좁은 방송국에서는 타 지역 방송국의 프로그램을 빌려 방송하기도 한다. 지역 뉴스는 보통 오후 5시~6시에 방송되며 저녁 8시에는 지역에 따라 tagesschau를 재송출한다. 각 방송국에서 운영하는 자체 채널은 아래와 같다.
  - Bayerisches Fernsehen (바이에른 방송)
  - Hr-fernsehen (헤센 방송)
  - MDR Fernsehen (중부독일방송)
  - NDR Fernsehen (북부독일방송)
  - RBB Fernsehen (베를린-브란덴부르크 방송)
  - rb.tv (라디오 브레멘)
  - SWR Fernsehen (남서독일방송)
  - SR Fernsehen (자를란트 방송)
  - WDR Fernsehen (서부독일방송)
- 3sat : 독일어권 3개 공영방송인 ARD, ZDF, ORF, SRG SSR(SRF)가 합작한 문화채널.
- arte : ARD, ZDF와 프랑스 텔레비지옹과 합작한 문화채널.
- Phoenix : ZDF와 합작한 시사 및 교양 채널.
- KiKA : ZDF와 합작한 어린이 채널.
- ARD-Alpha : 바이에른 방송에서 관리하는 교육,과학,문화 채널. 1998년 1월 7일 개국하였으며 2014년 6월 29일까지는 BR-Alpha라고 불렀다.
- EinsPlus : 남서독일방송에서 관리하는 디지털 전용 채널로, 1997년 8월 29일 개국하고, 2016년 9월 30일 폐국. 2005년 4월 22일까지는 EinsMuXx라고 불렀다.
- One : 서부독일방송에서 관리하는 채널로, 1997년 8월 30일 개국. 평상시에는 다큐멘터리, 음악, 시사 등을 편성하다가 하계 올림픽, UEFA Euro, FIFA 월드컵 등 큰 스포츠 행사가 열릴시 다른 채널과 겹치는 시간대의 다른 경기를 방송한다. 2016년 9월 2일까지는 EinsFestival이라고 불렀다.
- Tagesschau 24 : 북부독일방송에서 관리하는 24시간 뉴스 채널. 1997년 8월 30일에 개국하였으며 2012년까지는 EinsExtra라고 불렀다.

## 참여사 목록
| 방송사명                                             | 약칭 | 본사 위치      | 개국년도 | 송출지역                                                       |
| ---------------------------------------------------- | ---- | -------------- | -------- | -------------------------------------------------------------- |
| Bayerischer Rundfunk 바이에른 방송                   | BR   | 뮌헨           | 1949년   | 바이에른                                                       |
| Deutsche Welle 도이체 벨레                           | DW   | 본             | 1953년   | 전 세계(국제방송)                                              |
| Hessischer Rundfunk 헤센 방송                        | hr   | 프랑크푸르트   | 1948년   | 헤센                                                           |
| Mitteldeutscher Rundfunk 중부독일방송                | mdr  | 라이프치히     | 1991년   | 작센, 작센-안할트, 튀링엔                                      |
| Norddeutscher Rundfunk 북부독일방송                  | NDR  | 함부르크       | 1956년   | 함부르크, 니더작센, 슐레스비히홀슈타인, 메클렌부르크포어포메른 |
| Radio Bremen 라디오 브레멘                           | RB   | 브레멘         | 1945년   | 브레멘                                                         |
| Rundfunk Berlin-Brandenburg 베를린-브란덴부르크 방송 | rbb  | 베를린, 포츠담 | 2003년   | 베를린, 브란덴부르크                                           |
| Saarländischer Rundfunk 자를란트 방송                | SR   | 자르브뤼켄     | 1957년   | 자를란트                                                       |
| Südwestrundfunk 남서독일방송                         | SWR  | 슈투트가르트   | 1998년   | 라인란트팔츠, 바덴뷔르템베르크                                 |
| Westdeutscher Rundfunk Köln 서부독일방송             | WDR  | 쾰른           | 1956년   | 노르트라인베스트팔렌                                           |

## 과거 참여사 목록
| 방송사명                                                   | 약칭 | 본사 위치                   | 개국년도 | 폐국년도 | 계승된 방송국 |
| ---------------------------------------------------------- | ---- | --------------------------- | -------- | -------- | ------------- |
| Nordwestdeutscher Rundfunk 북서독일방송                    | NWDR | 함부르크                    | 1945년   | 1955년   | NDR, WDR, SFB |
| Süddeutscher Rundfunk 남부독일방송                         | SDR  | 슈투트가르트                | 1949년   | 1998년   | SWR           |
| Südwestfunk 남서 라디오                                    | SWF  | 바덴바덴                    | 1946년   | 1998년   | SWR           |
| Sender Freies Berlin 자유 베를린 방송                      | SFB  | 베를린(1990년까지 서베를린) | 1954년   | 2003년   | rbb           |
| Ostdeutscher Rundfunk Brandenburg 동독일-브란덴부르크 방송 | ORB  | 포츠담                      | 1991년   | 2003년   | rbb           |

## 같이 보기
- ZDF
- 바이에른 방송 교향악단
- 슈투트가르트 남서독일 방송 교향악단
- 북독일 방송 교향악단